# Breteil
Breteil (bretonisch: Brezhiel) ist eine französische Gemeinde mit 3.678 Einwohnern (Stand: 1. Januar 2022) im Département Ille-et-Vilaine in der Region Bretagne; sie gehört zum Arrondissement Rennes und zum Kanton Montfort-sur-Meu.
Die Einwohner werden Breteillais(es) genannt.

## Geographie
Breteil liegt etwa zehn Kilometer westnordwestlich von Rennes. Der Fluss Meu begrenzt die Gemeinde im Südwesten.

### Nachbargemeinden
Umgeben ist Breteil von den Nachbargemeinden Pleumeleuc im Norden, Saint-Gilles im Osten und Nordosten, La Chapelle-Thouarault im Südosten, Talensac im Süden, Montfort-sur-Meu im Westen und Südwesten sowie Bédée im Nordwesten.

## Bevölkerungsentwicklung
| 1962 | 1968 | 1975 | 1982 | 1990 | 1999 | 2006 | 2017 |
| ---- | ---- | ---- | ---- | ---- | ---- | ---- | ---- |
| 851  | 833  | 1685 | 2436 | 2788 | 2974 | 3289 | 3584 |

## Gemeindepartnerschaft
Mit der polnischen Gemeinde Kwilcz in Großpolen besteht eine Partnerschaft.

## Verkehr
Breteil hat einen Haltepunkt an der Bahnstrecke Paris–Brest und wird im Regionalverkehr mit TER-Zügen bedient.

## Sehenswürdigkeiten
- Kirche Saint-Malo, Anfang des 16. Jahrhunderts erbaut
- Kapelle der Abtei zu Montfort-sur-Meu
- Kapelle La Riolais, im 17. Jahrhundert erbaut
- Der Menhir von La Nouette steht westlich von Breteil

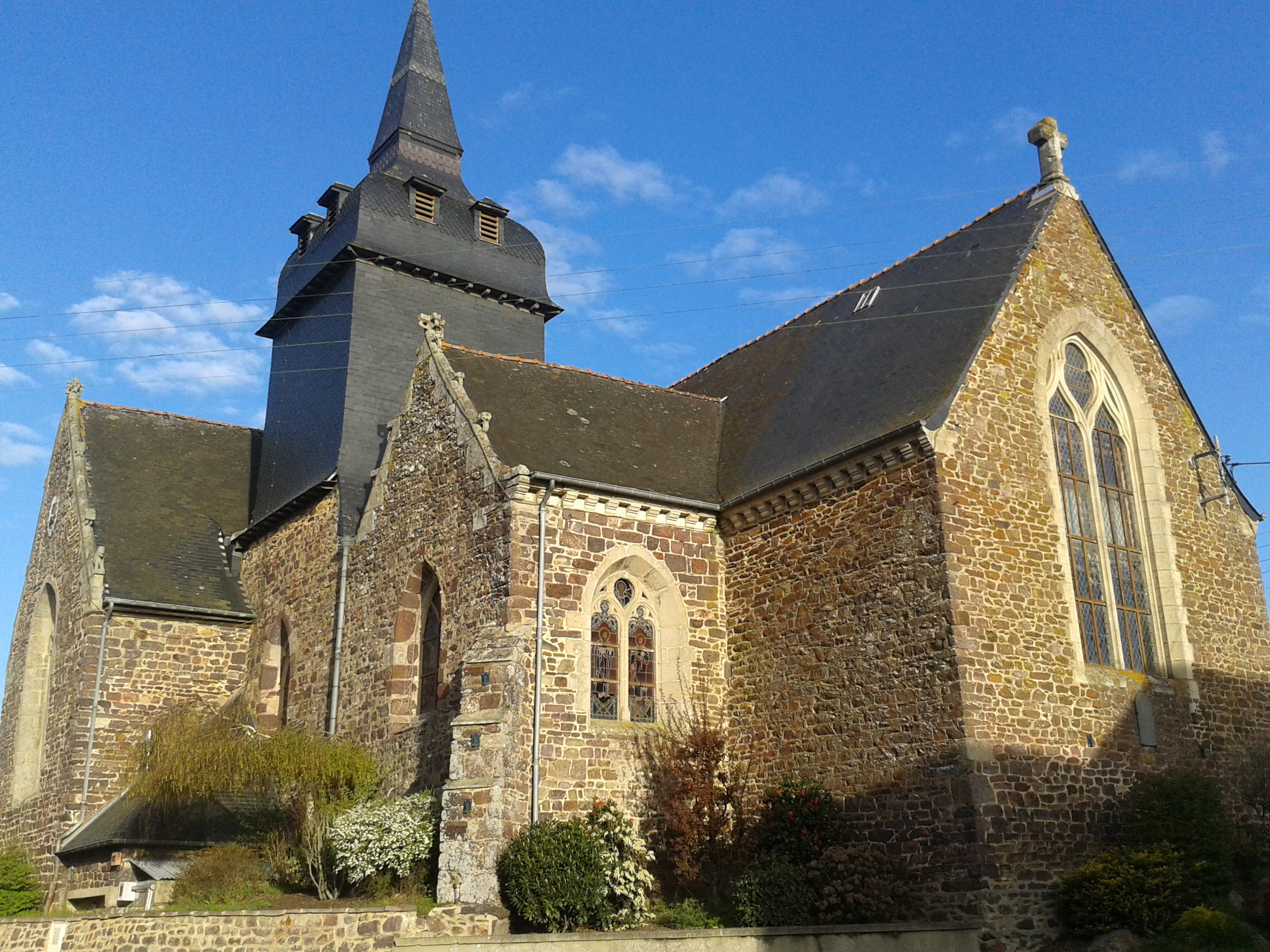
Kirche Saint-Malo